# 一条忠貞

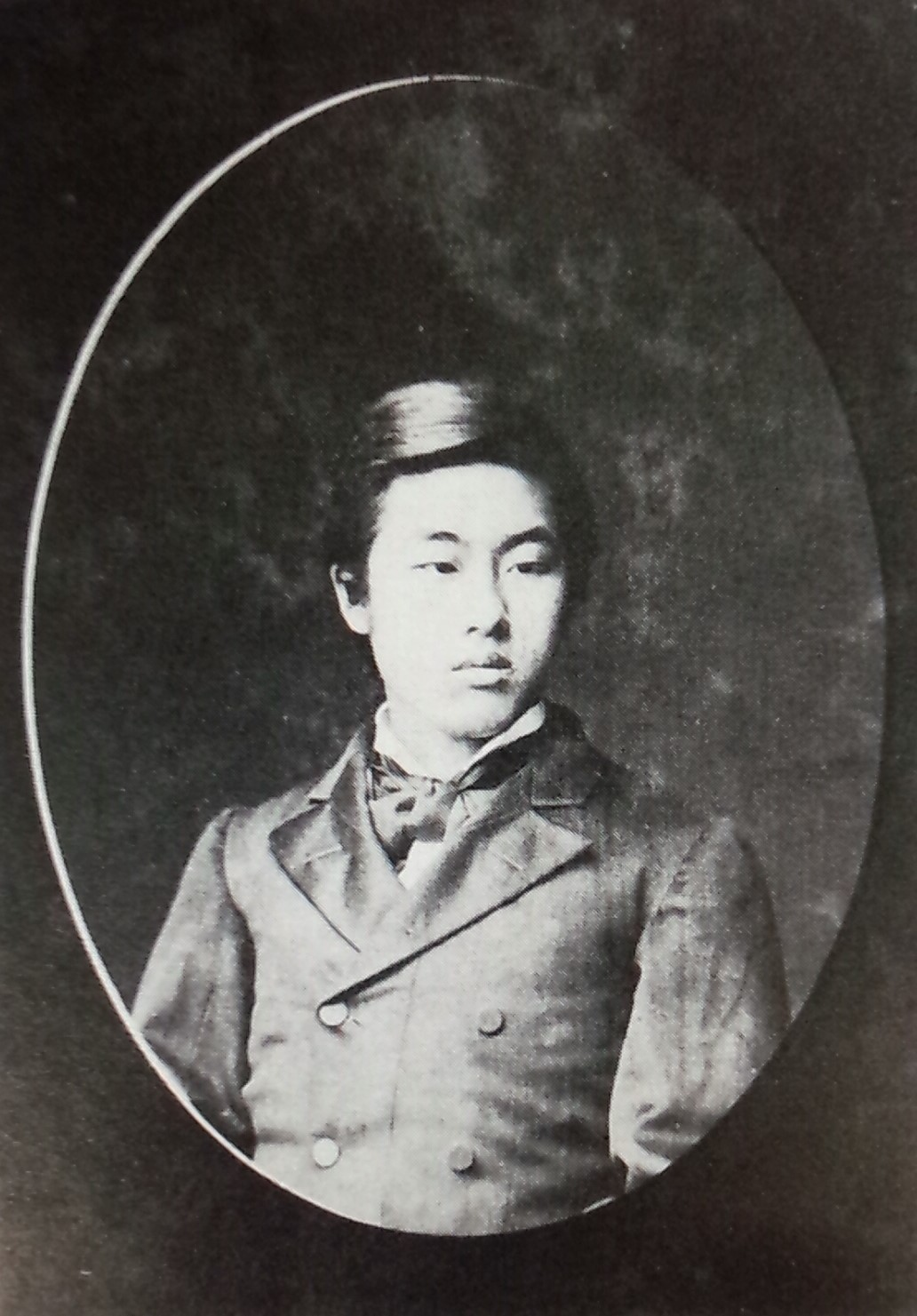
一条忠貞

一条 忠貞（いちじょう たださだ、1862年2月頃〈文久2年1月〉 - 1931年〈昭和6年〉3月15日）は、江戸時代後期の公家。明治期にかけての華族。従五位。醍醐家復籍後の名は、醍醐 忠貞（だいご たださだ）。

## 来歴
醍醐忠順の三男。慶応4年（1868年）6月、一条実良の息子奈良麿の死去により、一条家を相続した。一条実良の三女・良子と結婚し、婿養子のかたちになった。明治14年、京都から東京へ移住した。その頃から実良の未亡人総子と不和となる。義母総子は離縁を求めるものの、実父忠順は納得せず、訴訟事件に発展する。総子は忠貞の不品行や学業不振を離縁の理由としていた。明治15年（1882年）8月4日、東京始審裁判所は原告側の主張を認め、忠貞の離縁を申し渡す。明治16年（1883年）4月25日、実家醍醐家は控訴するものの、忠貞の廃戸主が確定する。実家醍醐家に復籍した忠貞は、陸軍予備士官学校に入学した。明治18年（1885年）9月、同校の廃校により、忠貞は退学した。
なお、明治16年（1883年）、一条家は一条実輝（四条隆平の庶子）を実良の娘良子の婿養子に迎えた。
その後は醍醐家の洛北にある舊邸に閉居し大正9年現在では刀自の浅倉米子と下女一人と暮らし職もなく世間と交渉もなかったという。
1931年3月15日に69歳で死去した。実妹である邦憲王妃好子は喪に服した。

## 家族
- 父：醍醐忠順（1830 - 1900） - 醍醐家第10・13代当主。初代大阪府知事。
- 母：不詳
- 養父：一条実良（1835 - 1868） - 右大臣。
- 正妻：良子（1868 - 1899） - 一条実良の娘。離縁後は、一条実輝の妻。
- 養子
  - 男子：一条実輝（1866 - 1924） - 四条隆平の庶子だが、伯父・四条隆謌の七男として育つ。

## 系譜

### 一条家
一条家は、九条道家の子である一条実経を始祖とし、摂家の一つであった。

### 醍醐家
醍醐家は、一条昭良の子である醍醐冬基を始祖とし、清華家の一つであった。

### 皇室との関係
後陽成天皇の男系八世子孫である。後陽成天皇の第九皇子で一条家を継いだ一条昭良の男系後裔。

詳細は皇別摂家#系図も参照のこと。